# Takama Sōshichi
Takama Sōshichi (japanisch 高間 惣七; * 25. Juli 1889 in Tokio; † 26. Januar 1974) war ein japanischer Maler im Yōga-Stil.

## Leben und Wirken
Takama Sōshichi machte 1916 seinen Abschluss in der Abteilung für Westliche Malerei an der „Tōkyō bijutsu gakkō“ (東京美術学校), einer der Vorläufereinrichtungen der heutigen Universität der Künste Tokio. Bereits während seines Studiums wurde sein Bild „Gozen no hi“ (午前の日) – „Ein Vormittag“ auf der 3. „Bunten“ angenommen, und 1914 auf der 8. Ausstellung erhielt das Bild „Jōkeijō“ (養鶏場) – „Hühnerhof“ eine schriftliche Auszeichnung.
Auf der 12. Ausstellung 1918 kam sein Bild „Natsukusa“ (夏草) – „Sommergras“ in die engere Auswahl. Im Jahr darauf, ab der 1. „Teiten“, wurde seine Bilder ohne Prüfung dur Juroren zugelassen. Auf den folgenden drei Ausstellungen kamen seine Bilder immer in die engere Auswahl. 1925 wurde er Mitglied des Ausstellungskomitees. Ein Jahr zuvor hatte er mit Makino Torao (牧野 虎雄; 1890–1946), Saitō Yori (斎藤与里; 1885–1959) und andere die Künstlergruppe „Kaijusha“ (槐樹社) gegründet, 1932 beteiligte er sich an der Gründung der Künstlergruppe Tōkōkai (東光会) und engagierte sich auch in der „Shusen bijutsu kyōkai“ (主線美術協会) und anderen Gesellschaften.
Takama war Mitglied der Teiten und der „Shin-Bunten“, wurde Juror und stellte laufend Bilder aus, nach dem Zweiten Weltkrieg auch auf der nun „Nitten“ genannten Nachfolgeeinrichtung. Daneben stellte er auf der freien Ausstellungsreihe „Dokuritsu bijutsu-ten“ (独立美術展) aus, wurde Mitglied der Veranstaltergruppe und stellte dann hauptsächlich dort aus. Er stellte daneben auf der „Gendai Nihon bijutsuten“ (現代日本美術展) der „Nihon kokusai bijutsuten“ (日本国際美術展) und woanders aus. 1959 erhielt er auf der 5. Ausstellung der „Nihon kokusai bijutsuten“ einen Preis für sein Bild „Kaifū“ (海風) – „Meeresbriese“ eine Auszeichnung.
1963 reiste Takama in die Vereinigten Staaten, veranstaltete eine Einzelausstellung in Miami. Er liebte weiterhin die Sonne, das Meer, die Blumen und die Vögel, wobei er auch abstrahierende Gemälde schuf. 1986 wurden auf einer Gedächtnisausstellung und auf der Ausstellung die Werke seiner letzten Jahre gezeigt, darunter sein letztes Bild „Niwa no tori“ (二羽の鳥) – „Zwei  Vögel“.
Das Nationalmuseum für moderne Kunst Tokio besitzt das Bild „Sakuhin 1“ (作品 1) – „Werk 1“ aus dem Jahr 1962 von ihm.